# Eucithara pusilla
Eucithara pusilla é uma espécie de gastrópode do gênero Eucithara, pertencente à família Mangeliidae.